# Gonzalo Lira
Gonzalo Ángel Quintilio Lira López dit Gonzalo Lira, né le 29 février 1968 à Burbank (Californie) et mort le 12 janvier 2024 en Ukraine est un commentateur politique, romancier, blogueur, cinéaste et documentariste américain et chilienne.

## Biographie

### Jeunesse
Gonzalo Lira est né de parents chiliens à Burbank, en Californie et il grandit dans la vallée de San Fernando à Los Angeles puis à New-York, Guayaquil (Équateur) et à Santiago au Chili. En 1985, il est diplômé du Saint George's College de Santiago puis de 1985 à 1991, il travaille comme professeur d'anglais et voyage en Amérique du Sud. Il revient en 1991 aux États-Unis et entre au Dartmouth College, une université située dans la ville de Hanover (New Hampshire) et il y obtient en 1995 un diplôme en histoire et un diplôme en philosophie.

### Carrière
Après avoir obtenu son diplôme, Gonzalo Lira déménage à Los Angeles pour poursuivre une carrière de scénariste. Sans succès ; il se tourne alors vers l'écriture de romans. En 1997, il publie, en langue espagnole, un roman sur le passage à l'âge adulte, intitulé Tomáh Errázurih. Son premier roman en anglais, un thriller d'espionnage intitulé Counterparts (titre original), est publié en janvier 1998 par G. P. Putnam's Sons. Il reçoit une avance d'un million de dollars américains pour le roman, ainsi qu'une suite, et est présenté par le magazine Qué Pasa comme « l'écrivain chilien le mieux payé au monde ».
En 1998, après avoir emménagé à New York, Gonzalo Lira écrit, produit et réalise un court métrage comique, So Kinky, puis participe à la création de l'histoire du jeu vidéo Soldier of Fortune (2000). En 2002, il publie un autre thriller d'espionnage en anglais, intitulé Acrobat (titre original), dont les droits cinématographiques sont achetés par Miramax. En 2005, au Chili, il tourne le film Secuestro.
Dans les années 2010, il vit à Kharkiv et épouse une Ukrainienne avec qui il a deux enfants, mais dont il finit par divorcer.
C'est à ce moment-là qu'il commence à se présenter comme analyste financier et prédit « une hyperinflation qui menacerait le dollar américain », publiant dans des médias confidentiels ou marginaux. Il devient ensuite coach de vie et conseiller en relations amoureuses, s'insérant dans la manosphère en suivant la tendance masculiniste « Red Pill ». À partir de la pandémie de Covid-19, il commence à diffuser de fausses informations sur la vaccination. Le milieu dans lequel il évolue « constitue un terrain fertile pour le sentiment conspirationniste pro-Kremlin », selon les chercheurs Pekka Kallioniemi et Morten Hammeken. Il était également un pinochetiste déclaré, soutenant le coup d'État de 1973 au Chili.

### Invasion de l'Ukraine par la Russie
Peu avant le début de l'invasion russe de l'Ukraine, Gonzalo Lira est convaincu qu'elle n'aura pas lieu et qu'il ne s'agit que de « propagande occidentale ». Le 27 février 2022, trois jours après l'entrée des troupes russes en Ukraine, il prend le parti de la Russie dans une vidéo accusant les États-Unis d'être responsable de l'invasion. Il commence à relayer de fausses informations, niant le massacre de Boutcha ou s'attaquant au président ukrainien Volodymyr Zelensky. Il est également interviewé par le propagandiste et ancien homme politique britannique George Galloway.
En avril 2022, les amis et la famille de Gonzalo Lira déclarent avoir perdu contact avec lui, et le ministère chilien des Affaires étrangères commence à le rechercher. La journaliste américaine Sarah Ashton-Cirillo, basée en Ukraine, rapporte sa capture apparente par les forces ukrainiennes, le 18 avril 2022. Il aurait été arrêté alors qu'il prenait des photos dans les environs de Kharkiv, soupçonné de fournir des informations à la Russie. Une fois en détention, il aurait dénoncé plusieurs  collaborateurs en échange d'une peine allégée.
Gonzalo Lira fait l'objet de théories du complot mentionnant son meurtre présumé, mais réapparaît, en vie, le 22 avril 2022, affirmant avoir été détenu par le SBU pendant la période de sa disparition.

### Mort
Le 12 janvier 2024, Gonzalo Lira Sr., le père de Gonzalo Lira, rapporte que son fils est décédé dans une prison ukrainienne, à l’âge de 55 ans,. D'après Pekka Kallioniemi, il aurait été placé en détention après avoir tenté d'échapper à son contrôle judiciaire en résidence surveillée afin de fuir le pays. Une fois emprisonné, il aurait contracté une pneumonie dont il serait mort.
Cette version est contestée par les autorités russes, dont Sergueï Lavrov ou la porte-parole et propagandiste Maria Zakharova, qui affirment, sans preuves, qu'il aurait été assassiné par l'Ukraine. Cette théorie est relayée par des personnalités pro-russes comme David Sacks, Glenn Greenwald et Elon Musk.

## Publications en français
- Opération providence (titre original : Counterparts[2],[11], traduction de Sylviane Lamoine, Flammarion (1999) puis Pocket (2000)
- Double salto (titre original : Acrobat), traduction de Philippe Safavi, Presses de la Cité (2003) puis Pocket (2006)